# Produktlebenszyklus
Der Produktlebenszyklus ist ein Konzept der Betriebswirtschaftslehre und eine Produktstrategie, die den Prozess von der Markteinführung bzw. Fertigstellung eines marktfähigen Produktes bis zu seiner Produkteliminierung aus dem Markt beschreiben. Die Produktlebenszeit hingegen ist die Zeitspanne von der Herstellung des Produkts bis zum Zeitpunkt, an dem das Produkt einen negativen Grenzertrag erwirtschaftet. Beim Produktlebenszyklus wird die „Lebensdauer“ eines Produktes am Markt in mehrere Phasen unterteilt, die die Hauptaufgaben der aktiven Produktpolitik im Rahmen des Lebenszyklus-Managements (englisch life cycle management) darstellen. Der Produktlebenszyklus gilt in den meisten Fällen nur für Konsumgüter. Für Innovationen sollte der Technologielebenszyklus (TLC) zu Rate gezogen werden.

## Allgemeines
Die Produktlebenszyklus-Theorien, die auf die Arbeiten aus dem Jahre 1966 von Raymond Vernon und Hirsch (1967) (Produktlebenszyklus nach Vernon) zurückgehen, unterteilen das „Leben“ eines Produktes auf dem Markt in vier Phasen:  Einführungsphase, Wachstumsphase, Reife-/Sättigungsphase und Rückgangs-/Degenerationsphase. Sie beschreiben, wie neue Produkte auf den Markt (Produktinnovation) kommen und bereits eingeführte den ständig wechselnden Marktverhältnissen angepasst (Produktvariation) werden. Eine bereits vorhandene Produktlinie wird um eine weitere Variante ergänzt (Produktdifferenzierung), Aufnahme neuer Produktlinien, die horizontal, vertikal oder lateral in Beziehung zu den bisherigen stehen (Produktdiversifikation), wirtschaftlich nicht mehr tragfähige Produkte werden aus dem Markt genommen (Produktelimination).
Im Folgenden wird zunächst der typische Funktionsverlauf der Lebenszyklusmodelle aufgezeigt und ein Grundmodell aufgestellt. Anschließend werden verschiedene Modellvarianten und Erklärungsansätze vorgestellt, die ihren Einsatz in der Wirtschaft finden.

## Lebenszyklusmodelle

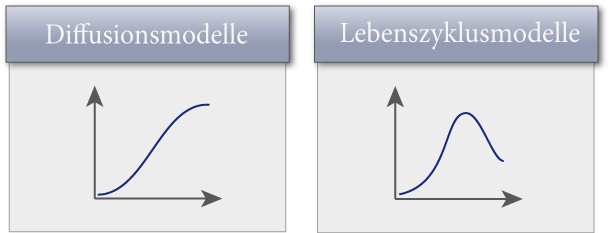
Typischer Funktionsverlauf der Wachstums- und Sättigungsmodelle

Neben Diffusionsmodellen beschreiben Lebenszyklusmodelle Wachstums- und Sättigungsprozesse. Sie gehen davon aus, dass die zu analysierende Zeitreihe (z. B. Umsatz) sich langfristig einer Sättigungsgrenze nähert. Im Gegensatz zu Diffusionsmodellen wird in Lebenszyklusmodellen die Degeneration explizit abgebildet. Der typische Verlauf beider Modellvarianten wird anhand der vorliegenden Grafik deutlich.
Mithilfe einer mathematischen Modellierung lassen sich die Einflussgrößen des Wachstumsprozesses sowie die Position von Produkten im Lebenszyklus ableiten und als Grundlage für Absatzprognose, Planung und strategische Entscheidungen nutzen.

## Produktlebenszyklus Grundmodell

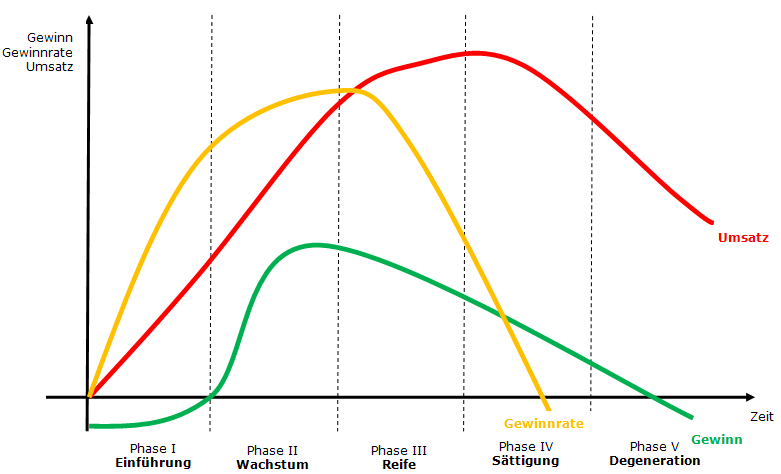
Darstellung der Umsatz-, Gewinn- und Gewinnratekurve im zeitlichen Verlauf des Produktlebenszyklus

Der Produktlebenszyklus stellt die Veränderung des Umsatzes und des Gewinns eines Produktes in Abhängigkeit von der Zeit dar.
Es werden folgende Phasen unterschieden:
- Einführungsphase
- Wachstumsphase
- Reifephase
- Sättigungsphase
- Degenerationsphase (Rückgang)
- ggf. wird auch noch von einer Nachlaufphase gesprochen.

### Einführung
Mit Beginn der Einführungsphase hat das Unternehmen bereits durch Werbung und Public Relations auf das neue Produkt aufmerksam gemacht. Somit steigen die Umsätze allmählich an. In dieser Phase werden aufgrund der vorangegangenen Kosten für die Produktentwicklung und der anhaltenden Kommunikationsausgaben jedoch noch keine Gewinne erzielt. In dieser Phase entscheidet sich, ob der Markt das Produkt überhaupt annimmt. Der Imageaufbau entsteht hier aufgrund der Aussagen der Marktkommunikation. Bei Produkten, die schon bei der Markteinführung ein Verkaufshit sind, gibt es am Anfang oft Fertigungsengpässe wegen der großen Nachfrage. Die Einführungsphase ist beendet, wenn der Break-even-Point erreicht ist, die Erlöse also die Kosten ausgleichen.
Manchmal wird eine Phase zeitlich vor dem Produktlebenszyklus angehängt, in der die Produktentwicklung stattfindet, sprich die Entwicklungsphase. Man spricht hier auch von einem generischen Produktentstehungsprozess (PEP) und weist darauf hin, dass die Qualität der Produktentstehung die Qualität der Produktfertigung determiniert.

### Wachstum
Mit Beginn der Wachstumsphase werden erstmals Gewinne erzielt, obwohl die Ausgaben für Promotion und Kommunikation anhaltend hoch sind. Diese Phase ist durch starkes Wachstum gekennzeichnet, das durch Werbung beschleunigt wird. Die Preis- und Konditionenpolitik nimmt an Bedeutung zu. Auch die Konkurrenten werden auf das Produkt aufmerksam (Free-Rider-Problem).

### Reife
Die Reifephase ist meist die längste Marktphase. Diese Phase ist die profitabelste. Aufgrund der zunehmenden Konkurrenz sinken zum Ende der Phase die Gewinne. Die Wachstumsraten sind rückläufig, trotzdem haben die Unternehmen immer noch einen hohen Marktanteil. Diesen können sie durch ein geeignetes Erhaltungsmarketing und durch Produktvariationen sichern bzw. weiter ausbauen.

### Sättigung
In der Regel tritt dann irgendwann die Sättigungsphase ein. Das Produkt hat kein Marktwachstum mehr – Umsätze und Gewinne gehen zurück. Durch verschiedene Modifikationen kann man nun versuchen, mehr Kunden zu gewinnen. Die Sättigungsphase endet, wenn die Umsatzerlöse die Deckungsbeitragsgrenze wieder unterschreiten, wenn also keine Gewinne mehr erzielt werden können.

### Rückgang
Die nächste Phase ist die Rückgangsphase (Degeneration): Der Markt schrumpft und der Umsatzrückgang kann durch gezielte Marketingmaßnahmen nicht abgefangen werden. Das Produkt verliert Marktanteile, hat ein negatives Wachstum und die Gewinne sinken. Das Portfolio sollte bereinigt werden, es sei denn, es bestehen Verbundbeziehungen mit anderen Produkten (Economies of Scope). Wenn hier nicht richtig und schnell gehandelt wird, entstehen unnötige Kosten für ein Produkt, das kaum noch Umsätze einfährt. Zeichnet sich die Rückgangsphase ab, kann auch der Relaunch (Rekonsolidierungsphase) eines Produktes erwogen werden. Dabei wird das Produkt modifiziert und neu positioniert. Zielsetzung dieser Maßnahme ist, dass das Produkt einen weiteren Lebenszyklus durchläuft. Ein Beispiel dafür ist die Umstellung vom Golf I auf den Golf II. Wird kein Relaunch gestartet, ist die Rückgangsphase mit der Abkündigung und dem Sinken des Umsatzes auf Null beendet – die Produktion wird eingestellt. Damit hat das Produkt seinen Lebenszyklus durchlaufen – es ist gewissermaßen gestorben.

### Nachlauf- oder End-of-Life-Phase
Die Nachlaufphase oder End- of-Life-Phase umfasst alle, nach Einstellung der Serien-Produktion, anfallenden Aktivitäten im Zusammenhang mit dem Produkt, wie Garantieleistungen, Ersatzteilversorgung, Rücknahme und Entsorgung von Alt-Produkten sowie die Desinvestition von Betriebsmitteln. Meist übersteigen dann die Auszahlungen die Einzahlungen, so dass der Gesamterfolg des Produktes sinkt.
Häufig ist es so, dass die Fertigungseinrichtungen und die Organisation des Serienherstellers für die Nachlaufphase nicht geeignet sind. In diesem Fall erscheint es sinnvoll, das End-of-Life-Geschäft an Firmen oder Organisationseinheiten auszulagern, die sich auf dieses Geschäftsmodell spezialisiert haben.

### Produktvarianten und Produktlebenszyklus
Langlebige und variantenreiche Güter, vor allem technische Gebrauchsgüter (Fahrzeuge, Fernseher, Handwerkzeuge, Haushaltsgeräte usw.) und Investitionsgüter (Maschinen, medizinische Geräte, technische Arbeitsmittel, Werkzeuge etc.) werden im Laufe der Zeit um neue Ausstattungen und Funktionen ergänzt und technisch ständig verbessert. Um diese Änderungen und den Bauzustand eines Produktes zu unterscheiden zu können, wird bspw. in der Automobilindustrie das Baujahr des Fahrzeuges mit angegeben. Bei einem technisch völlig überarbeiteten Fahrzeug wird gegenüber dem Kunden der Produktname aus Marketinggründen beibehalten (z. B. VW Golf), intern wird das Fahrzeug jedoch dann durch die Baureihe (z. B. Golf 7, Golf 8 usw.) oder eine andere Typbezeichnung unterschieden. Der Kunde bestellt so unter dem gleichen Verkaufs- bzw. Produktnamen das neue Fahrzeug, das er dann durch die Auswahl von diversen Optionen (Ausstattungen, Farben, Funktionen usw.) nach seinen Wünschen verändern kann. Bei solchen Produkten verschwimmen daher in gewisser Weise die oben genannten Phasen des Produktlebenszyklus. Hier ist im Einzelfall zu entscheiden, ob es sich weiterhin um das gleiche Produkt oder um ein neues Produkt mit einem neuen Produktlebenszyklus handelt.

## Varianten des Konzeptes
Innerhalb der Betriebswirtschaftslehre hat sich zur Darstellung als De-facto-Standard und Synonym für den Begriff Produktlebenszyklus das zweidimensionale Vier-Felder-Portfolio mit relativen Dimensionen der Boston Consulting Group (BCG-Matrix) etabliert. Daneben wird die Neun-Felder-Matrix von McKinsey (McKinsey-Matrix) als etwas genaueres Modell verwendet. Eher selten, aber im Einzelfall interessant ist die Produktlebenszyklusbetrachtung von Arthur D. Little (ADL-Modell) mit 16 bis 20 Feldern. Das Grundmodell in zweidimensionaler Visualisierung mit einfachen absoluten Dimensionen nach Umsatz und Zeit findet weiterhin für eine Vielzahl von Einzelbetrachtungen Verwendung.
Die Planung eines Produktlebenszyklus ist Aufgabe des strategischen Managements von Unternehmen. Je nach Stärke hat ein Produktlebenszyklus vier bis sieben Phasen – nicht alle werden immer erreicht. Die Planungs- und Beobachtungsmodelle sind in der Wirtschaftswissenschaft allgemein anerkannt, gleichwohl sind sie nicht allgemeingültig empirisch nachweisbar. Mit Hilfe der verschiedenen Darstellungen soll eher praktisch der Zusammenhang zwischen dem Produktlebenszyklus und der Kostenerfahrungskurve sowie dem Erlös oder der Marktattraktivität und den Wettbewerbsvorteilen in verschiedenen Phasen der Marktteilnahme verdeutlicht werden.
Während das grundlegende Phasenmodell den Produktlebenszyklus nach Umsatz und Zeitablauf ordnet, verwenden die häufiger verwendeten Matrizen der Boston Consulting Group und von McKinsey ein Koordinatensystem mit dynamischen Parametern. Das Neun-Felder-Portfolio ist nur eine differenziertere Variante der vorstehenden Vierfelder-Version und beruht ebenfalls auf der Grundidee des Produktlebenszyklus.
Bevor ein Produkt am Markt eingeführt werden kann, muss es entwickelt und auf seine Markttauglichkeit geprüft werden, dies geschieht durch den so genannten Produktinnovationsprozess und ist Teil der Produktpolitik im Marketing.

### Produktlebenszyklus von Boston Consulting Group

Darstellung des PLZ in der BCG-Matrix. Über die vier Quadranten dieser Grafik leiten sich die Umsatz- und Deckungsbeitragskurven aus der Grafik Nr. 1 weiter oben ab.

Für die weiteren Anwendungsmöglichkeiten siehe den Hauptartikel BCG-Matrix.
Dem von der Boston Consulting Group entwickelten BCG-Portfolio, auch bekannt als BCG-Matrix und Growth-Share-Matrix, liegen unter anderem die drei als unabhängig angenommenen Variablen Produktlebenszyklus, Erfahrungskurve und Konkurrenzsituation zugrunde. Dieses Portfolio kann zwar auch ohne Lebenszyklusbetrachtung ausgewertet werden, es basiert allerdings auf der zyklischen Betrachtung, weil die vier genannten Phasen der Produktlebenszyklen normalerweise aufeinander folgen.
1. Question Marks: Die Question Marks, die Fragezeichen, auch Nachwuchsprodukte genannt, sind die Newcomer unter den Produkten. Im Diagramm des Grundmodells als Einführungsphase gekennzeichnet. Sie haben zu Beginn eine geringe Wachstumsrate, die dann aber stetig steigt. Allerdings sind ihre relativen Marktanteile noch sehr gering. In dieser Phase übersteigen die Investitionen den Umsatz-Cash-Flow deutlich. Es sollte eine offensive Strategie gewählt werden, um das Produkt zu einem Star weiterzuentwickeln.
2. Stars: Die Stars sind die brillanten Sterne des Unternehmens. Im Diagramm des Grundmodells mit Wachstum gekennzeichnet. Sie haben nicht nur einen hohen relativen Marktanteil, sondern auch ein hohes Marktwachstum. Sie befinden sich in einem stark wachsenden Segment und sollten möglichst lang „Stars“ bleiben. In sie muss daher investiert werden, um mitzuwachsen. Sie werden dann später zu Cash Cows. Ansonsten verlieren sie Marktanteile und werden zu Question Marks.
3. Cashcows: Die Cashcows, zu deutsch Melkkühe, haben einen großen relativen Marktanteil, jedoch nur ein geringes Marktwachstum. Im Diagramm des Grundmodells mit Reife gekennzeichnet. Sie sind Spitzenreiter im Cash-Flow und sollten ohne weitere Investitionen gemolken werden. Die Normstrategie lautet: Position halten und Erträge abschöpfen.
4. Poor Dogs: Die Poor Dogs sind (am Ende ihres Produktlebenszyklus) die Problemprodukte, die armen Hunde des Sortiments. Im Diagramm des Grundmodells als Rückgangsphase gekennzeichnet. Sie haben (erst / nur noch) ein geringes Marktwachstum, manchmal sogar einen Marktschwund und einen geringen relativen Marktanteil. Zusätzlich entsteht sogar die Gefahr, dass sie Verluste bringen. Die Normstrategie sieht hier Innovation oder Eliminierung vor.

Hinweis: Der als Poor Dogs bezeichnete Quadrant wird im englischen Sprachraum nur als Dogs bezeichnet. Das Attribut poor wird in diesem Zusammenhang nicht verwendet.
Seit den 80er Jahren verwenden nach Angaben der Urheber ca. 75 Prozent aller größeren Unternehmen die Portfoliomatrix bei Investitionsentscheidungen und in der Strategieentwicklung, nicht nur für die Betrachtung des Produktlebenszyklus an sich. Heute gibt es praktisch kein diversifiziertes Unternehmen mehr, das nicht mit dem Portfoliokonzept arbeitet.

#### Kritik am BCG-Portfolio
Die Betrachtung der Marktwachstumsrate, welche im Modell der BCG als gegebener Faktor angesehen wird, ist fraglich. Tatsächlich kann ein Unternehmen durch geeignete Marketing-Maßnahmen das Marktwachstum positiv beeinflussen.
Außerdem ist das Portfolio nur in überschaubaren Oligopolmärkten mit wenigen, großen Anbietern sinnvoll anwendbar. Besonders in starken Wettbewerbsmärkten mit vielen unterschiedlich großen Anbietern reichen die Dimensionen Marktwachstum und Marktanteil oft nicht aus. Dieser Nachteil kann bei der McKinsey-Matrix durch Einbeziehung entsprechender Variablen und Gewichtungsfaktoren umgangen werden.
Ein weiterer Kritikpunkt ist, dass die BCG-Analyse meist nur auf die eigenen Produkte sinnvoll anwendbar ist. Sie zeichnet ein momentanes Bild des Portfolios und ist somit gut geeignet, das eigene Portfolio zu überdenken und gegebenenfalls zu modifizieren, bietet aber nur eine geringe bis gar keine Möglichkeit zum Benchmarking (Vergleich mit dem Marktführer beziehungsweise dem stärksten Konkurrenten, falls man selbst der Marktführer ist).

### Produktlebenszyklus von McKinsey
| Hoch               | Selektiver Ausbau - Spezialisierung auf eine begrenzte Anzahl von Stärken - Trachte nach Überwindung von Schwächen - Rückzug bei ausbleibendem Wachstum         | Ausbau mit Investition - Kämpfe um Marktführerschaft - Baue selektiv vorhandene Stärken auf - Stärke anfällige Bereiche                      | Position verteidigen - Investiere auf maximal verkraftbares Tempo - Konzentriere die Kräfte auf Erhaltung der vorhandenen Stärken                    |
| Marktattraktivität | Expandiere begrenzt oder ernte - Suche risikoarme Expansionsmöglichkeiten; im Übrigen minimiere die Investitionen und rationalisiere die betrieblichen Prozesse | Selektion/Gewinnorientierung - Verteidige das laufende Programm - Konzentriere die Investitionen auf gewinnträchtige und risikoarme Segmente | Selektiver Ausbau - Investiere umfangreich in attraktive Segmente - Stärkung der Abwehr der Konkurrenz - Rentabilität durch Produktivitätssteigerung |
| Niedrig            | Desinvestition - Veräußere zum Zeitpunkt des höchsten Verkaufswertes - Senke die Fixkosten, verzichte dabei auf alle Neuinvestitionen                           | Gewinnorientierung - Verteidige die Position in den rentabelsten Segmenten - Optimiere Sortimente - Minimiere die Investitionen              | Verteidigung und Schwerpunktverlagerung - Trachte nach gegenwärtigem Gewinn - Konzentration auf attraktive Segmente - Verteidige vorhandene Stärken  |
|                    | Schwach | Relativer Marktanteil | Stark {\displaystyle \rightarrow } |

Die Neun-Felder-McKinsey-Matrix (auch: McKinsey-Portfolio) wurde ebenfalls bekannt als Darstellungsmodell der Portfolio-Analyse für den Produktlebenszyklus. Ihre Dimensionen nehmen die Marktattraktivität (Y-Achse) und die relativen Wettbewerbsvorteile (X-Achse) auf. Die Dimensionen können jedoch auch unterschiedlich bestimmt werden.
Die Hinweistexte in den Quadranten der Beispielgrafik links sind für die Anwendung in der betrieblichen Praxis nicht erforderlich. Die Normstrategien in den einzelnen Quadranten müssten bei einer Betrachtung weniger lebenszyklisch orientierter Dimensionen auch anders formuliert werden. Je nach grafischer Darstellung kann besser mit Einblendung von Produktkennzahlen (wie im Beispiel der BCG von Umsätzen als Blasen in entsprechenden Quadranten) noch eine statische Dimension abgebildet werden, ohne dass die Visualisierung darunter leidet. Die Beispielgrafik hier dient nur der Betrachtung von Produktlebenszyklus-Strategien.
Da es für die Auslegung der McKinsey-Matrix eine Vielzahl von Betrachtungen gibt, liegt der besondere Vorteil dieses Modells in seiner Variabilität und Vielseitigkeit. Im Grunde handelt es sich um eine Weiterentwicklung der BCG-Matrix. Obwohl dieses Modell sich also für weitere betriebswirtschaftliche Betrachtungen verwenden lässt, basiert es auf der Annahme, dass Produkte eine gewisse zyklische Karriere durchlaufen.
Die Marktattraktivität (Y-Achse) kann mit Hilfe der folgenden Hauptkriterien dargestellt werden:
- Marktwachstum und Marktgröße,
- Marktqualität,
- Versorgung mit Energie und Rohstoffen,
- Umweltsituation.

Diese setzen sich wiederum aus verschiedenen Subkriterien zusammen.
Um die relativen Wettbewerbsvorteile mit Bezug auf den stärksten Wettbewerber zu bestimmen (X-Achse), betrachtet man z. B. folgende vier Hauptkriterien:
- relative Marktposition bzw. Marktanteil,
- relatives Produktionspotenzial,
- relatives F&E-Potenzial,
- relative Qualifikation der Führungskräfte und Mitarbeiter.

Aus der Ist-Position der strategischen Geschäftseinheiten lassen sich auch hier so genannte Normstrategien ableiten:
Die Matrix ist in drei Felder unterteilt:
1. Investitions- und Wachstumsstrategien (Zone der Mittelbindung, hier grün). Hierbei werden die strategischen Geschäftseinheiten durch eine mittlere bis hohe Marktattraktivität und durch mittlere bis hohe Wettbewerbsvorteile bestimmt.
2. Für Geschäftsfelder im mittleren Bereich der Matrix werden selektive Strategien entwickelt (hier dunkelblau).
3. Abschöpfungs- und Desinvestitionsstrategien. Dies sind strategische Geschäftsfelder mit niedriger bzw. mittlerer Marktattraktivität und kleinen bis mittleren Wettbewerbsvorteilen (Zone der Mittelfreisetzung, hier grau-blau).

Hierbei sind drei verschiedene selektive Strategien zu unterscheiden: Offensivstrategien, Defensivstrategien und Übergangsstrategien. Für welche Strategie man sich entscheidet, hängt davon ab, ob eine Positionsverbesserung der verschiedenen SGE realisiert werden kann oder nicht.
Der Marketingmanager hat sein Ziel-Portfolio dann erreicht, wenn den Geschäftsfeldern im Investitionsbereich Geschäftsfelder im Abschöpfungsbereich gegenüberstehen.
Das Neunfelder-Portfolio ist damit einfach nur eine differenziertere Variante der vorstehenden Vierfelder-Version und beruht ebenfalls auf der Grundidee des Produktlebenszyklus.

#### Kritik am McKinsey-Produktlebenszyklus-Portfolio
Kritisch zu betrachten sind zum einen die Aggregation der verschiedenen Indikatoren und zum anderen die einseitige Betrachtung der Erfüllungsgrade mit schwer einschätzbaren Relativbezügen und daraus schlecht abzuleitenden Zielformulierungen. Außerdem werden die Kriterien im Vergleich zur BCG-Matrix (Marktwachstum und -anteil) subjektiv bewertet und gewichtet. Die Qualität der Ergebnisse hängt daher stark vom Wissen und von den Einschätzungen der Ausführenden ab.

### Produktlebenszyklus von Arthur D. Little (ADL)

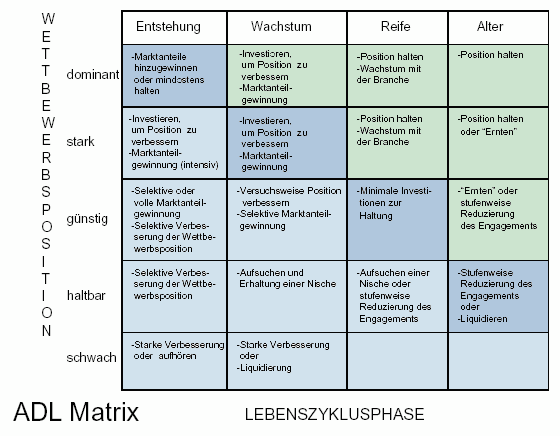
Darstellung des Arthur D. Little (ADL) Produktlebenszyklus

Die eine Dimension des von Arthur D. Little entwickelten ADL-Portfolios bildet, analog zum Ansatz von BCG, die relative Marktposition bzw. eine vergleichbare Kennzahl. Die zweite Dimension des ADL-Portfolios bildet die Bewertung der strategischen Geschäftsfelder des Unternehmens bzw. ihre Phase im Produktlebenszyklus.
Auf Basis dieser Grundmodelle sind zahlreiche verwandte Bewertungsmethoden im Einsatz, die sich meist nur durch die Wahl und Gewichtung verschiedener Kennzahlen der Unternehmen und des Marktes unterscheiden. Bei der Bewertung (Prognose) der Entwicklung eines Portfolios (oder Marktes) geht man in der klassischen Theorie von folgenden Grundannahmen aus:
1. Alle Preisänderungen einzelner Werte des Marktes und ihre Ursachen sind voneinander unabhängig.
2. Im aktuellen Preis sind alle Informationen des Marktes komplett abgebildet.
3. Die Kursschwankungen sind normalverteilt, d. h., sie werden von der Gauß-Kurve (Glockenkurve) beschrieben.

Auf realen Märkten haben sich diese Annahmen als sachlich falsch herausgestellt (siehe z. B. B. Mandelbrot, Spektrum der Wissenschaft 5/99): Preisänderungen können durchaus miteinander korreliert sein. Masseneffekte werden besonders bei größeren Kursstürzen beobachtet, wo sich nahezu alle Werte eines Marktes nach unten bewegen (z. B. Juli 98 u. v. a. Beispiele). Auch in Phasen des Optimismus ist klar eine Korrelation zwischen den einzelnen Werten nachweisbar. Der Investor bewertet bei seiner Entscheidung (Kauf/Verkauf) nicht nur den einzelnen Wert, sondern auch die Marktlage insgesamt.

#### Kritik am ADL-Produktlebenszyklus-Portfolio
Die Dauer der Phasen schwankt stark und die Bestimmung der aktuellen Phase ist schwierig. Zudem kann, wenn wie in der Beispielgrafik, durch eine starke Orientierung einer der beiden Dimensionen an den Konkurrenten der Verlauf des theoretischen Lebenszyklus kaum kontrollierbar beeinflusst werden. Dieser ist dann in der Praxis oft kaum nachzusteuern.

## Einflussfaktoren auf Produktlebenszyklen
Die Dauer eines Zyklus schwankt häufig sehr stark. So gibt es Güter mit einem sehr kurzen Lebenszyklus (modische Gebrauchsgüter wie z. B. Accessoires) und andere mit einem sehr langen, beispielsweise Brot (der Lebenszyklus von Brot darf nicht mit seiner Haltbarkeitsdauer verwechselt werden). Eine Bestimmung der Dauer der Phasen ist nur im Nachhinein möglich.
Die Dauer eines kompletten Produktlebenszyklus ist von verschiedenen Faktoren abhängig. Neben den vier klassischen Bereichen des Marketing-Mix:
1. Qualität, Service und Innovationsfähigkeit des Anbieters
2. Preis- und Zugabengestaltung
3. Kommunikation am Markt
4. Wahl und Motivation der Vertriebskanäle

sind vor allem auch externe Bedingungen zu berücksichtigen:
1. Wirtschaftliche Rahmenbedingungen,
2. Marktfolge durch Wettbewerber,
3. Investitions- und Konsumklima,
4. Gesetze und Auflagen für die Produkte.

Nicht zuletzt beeinflussen auch strategische Entscheidungen den Produktlebenszyklus (siehe ABC-Analyse).

## Akzeptanz
Kein größeres Unternehmen und kaum ein KMU verzichtet heute noch auf die strategische Ausrichtung seiner Produktpolitik. Die hohe Anwendungshäufigkeit der verschiedenen, vor allem der dynamischen Modelle für die Planung von Angeboten am Markt lässt sich auf wenige positive Gesamtaspekte der Portfoliomodelle zurückführen:
- Orientierung an Ressourcen, nicht an Plänen,
- einfache Wettbewerbsstrategien für die SGEs,
- strategische Ziele werden klar definiert,
- übersichtliches Gesamtleistungsbild.

## Lebenszyklus eines Bauwerks
Im Bereich life cycle management für eine Sache oder ein Bauwerk wird versucht, neben den reinen Herstellkosten der Sache auch alle anderen Kosten, die vor, während und nach der Nutzungsphase anfallen, zu erfassen und nach Möglichkeit zu optimieren.
Für Bauwerke bedeutet dies, dass alle der folgenden Kosten berücksichtigt werden:
- Planungskosten,
- Baukosten,
- Betriebskosten (z. B. Energiekosten),
- Instandhaltungs- und Wartungskosten,
- Kosten aus späteren Nutzungsänderungen,
- Entsorgungs- bzw. Abrisskosten.

Im Rahmen des Lebenszyklus-Managements kommt man manchmal zu anderen Einsichten über die Wirtschaftlichkeit von Investitionen. So können z. B. die Betreibungskosten eines Bürogebäudes aus Stahl und Glas (hohe Heizkosten im Winter, hohe Kühlkosten im Sommer) die gesamte Rentabilität aufzehren.
Darüber hinaus ist Lebenszyklusmanagement ein Stichwort, das auch im Zusammenhang mit Umweltschutz gebraucht wird. Hier liegt das Augenmerk darauf, die Entsorgung des Produkts bereits in seiner Designphase zu planen und, wenn möglich, auf Umweltgesichtspunkte hin zu optimieren.
Verwandte Begriffe sind auch das Life Cycle Engineering, d. h. lebenszyklusorientiertes – nachhaltiges – Planen und Bauen, durchaus auch vorbereitend für den optimalen, bspw. energieeffizienten Betrieb (Ökonomie, Ökologie) der Gebäude unter Nutzerkomfort (Faktor Mensch), was zu sog. Green Buildings, also nachhaltigen Gebäuden führt (siehe auch Green Building Labeling oder Zertifikate, bspw. DGNB). Dies wird durch das optimale Zusammenspiel möglichst aller relevanten Ingenieursdisziplinen gewährleistet (Green Building Design für Neubauten oder Green Building Management für Bestandsgebäude). Das planungs- und baubegleitende facility Management Consulting bringt die Anforderungen des späteren Betriebs (Nutzer, Mieter) rechtzeitig in den Planungs- und Bauprozess ein und stellt diese sicher. Dies beugt späteren „bösen Überraschungen“, Mehrkosten und Umplanung vor. Die Lebenszykluskostenbetrachtung schafft eine Planungssicherheit von bis zu 20 Jahren und ermittelt die Betriebs- und Nutzungskosten des Gebäudes, die ein Vielfaches der ursprünglichen Investition für den Bau des Gebäudes betragen. Durch eine „clevere“ Investitionsplanung können Wartungen und Investitionen für die Instandhaltung und Instandsetzung unter ökonomischen und gleichzeitig die vorgeschriebenen Wartungszyklen beachtende Weise optimiert werden. Das optimiert Kosten, hat einen Beitrag zur Rendite und minimiert dennoch das Risiko Betreiberhaftung.